# Saint-Pardoux-la-Croisille
Saint-Pardoux-la-Croisille település Franciaországban, Corrèze megyében. Lakosainak száma 175 fő (2022. január 1.). Saint-Pardoux-la-Croisille Champagnac-la-Noaille, Clergoux, Espagnac, Gros-Chastang, Gumond és Marcillac-la-Croisille községekkel határos.

## Népesség
A település népessége az elmúlt években az alábbi módon változott:
| Lakosok száma | 240  | 168  | 173  | 167  | 175  | 175  | 177  | 177  | 176  | 175  |
|               | 1968 | 1982 | 1990 | 2006 | 2013 | 2015 | 2017 | 2019 | 2020 | 2022 |